# Stephanitis blatchleyi
Stephanitis blatchleyi är en insektsart som beskrevs av Drake 1925. Stephanitis blatchleyi ingår i släktet Stephanitis och familjen nätskinnbaggar. Inga underarter finns listade i Catalogue of Life.